# Tucson Estates
Tucson Estates – jednostka osadnicza w Stanach Zjednoczonych, w stanie Arizona, w hrabstwie Pima.